# 운라트 선생

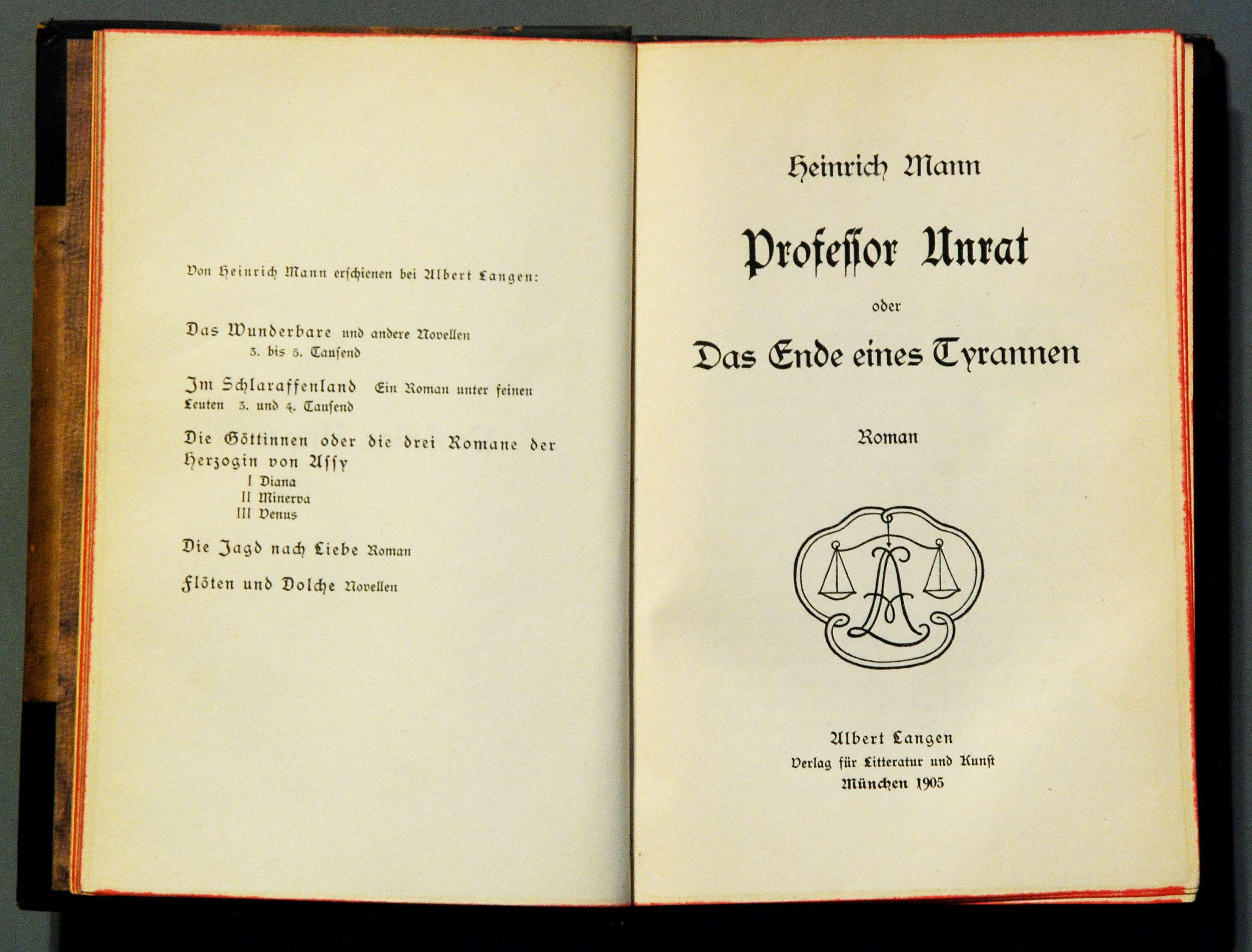

운라트 선생(Professor Unrat)은 하인리히 만의 참여 문학적 색채가 드러나기 시작하는 장편소설. 자신이 증오하는 모든 사람을 파멸시키려다가 스스로가 파멸하고 마는 ‘오물’ 운라트 선생의 이야기다. 작가는 이를 통해 독일 시민 사회와 학교를 풍자하고 시대를 비판한다.

## 배경
하인리히 만이 ‘예술을 위한 예술’을 추구하는 유미주의를 탈피하고 시대적 상황에 대한 사회 비판적, 참여 문학적 입장을 확립한 작품이다. 이 소설의 제목에서는 한 개인의 이름이 언급되고, 그 인물의 운명이 짧게 암시된다. ‘운라트 선생’은 주인공의 시민으로서의 이름이 아니라, 김나지움 교사 라트 박사를 여러 해 전부터 조롱하며 부르는 별명이다. 독자는 첫 페이지에서 학교 풍자의 중심에 이 교사가 위치한다는 사실을 알게 된다.
≪운라트 선생≫에서는 폭군 같은 고루한 김나지움 교사 라트 선생이 그가 몹시 미워하는 학생들을 추적하다가 여가수 로자 프뢸리히를 알게 되고 그녀에게 반하며, 그 일로 인해 사회적 지위를 잃고 파멸하는 과정이 풍자적으로 그려진다.
그러나 이 소설은 단순한 학교 풍자 이상이다. 충복적인 성향이 특징인 빌헬름 제국 시대를 비판적으로 분석하고 있다는 점에서 시대소설이라 하겠다. 많은 사람들은 이 소설에서 빌헬름 제국 시대의 독일 교양 시민에 대한 희화화를 보았다. 시민사회의 구조와 원칙 및 실상을 명료하게 드러내고 있다는 점에서 이 작품은 사회소설로도 볼 수 있다. 또한 권위적인 교사와 개방적인 여배우 두 사람을 연결하고, 그들의 역할을 묘사하고 있다는 점에서는 인물소설이라 할 수 있다. 뿐만 아니라 진지하게 비판할 만한 이유가 되는 것을 과장스럽게 묘사하고, 우스꽝스럽게 만들고 있다는 점에서 풍자소설로도 볼 수 있다.
≪운라트 선생≫은 하인리히 만의 고향 뤼베크에서는 뤼베크 시민들을 조롱의 대상으로 삼았다는 이유로 비난을 받고 사실상 금서가 되었다. 하지만 수많은 번역본이 나오고, 요제프 폰 슈테른베르크 감독이 ＜푸른 천사＞(1931)라는 제목으로 영화화한 이후 세계적인 명성을 얻게 된다.